# Stattgabe
Mit Stattgabe (eines Antrags, einer Klage) wird in der Alltagssprache die Entsprechung eines Antrags oder eines Gesuchs durch eine Behörde oder ein Gericht bezeichnet. Der Begriff wird zwar auch in Gesetzen verwendet (z. B. in § 75 VwGO, § 490 oder § 494 ZPO), geht dabei aber über den alltagssprachlichen Bedeutungssinn nicht hinaus.
Die in Theateraufführungen und Filmen dargestellten Gerichtsszenen (z. B. im Königlich Bayerischen Amtsgericht), in denen ein Gericht in der gespielten mündlichen Verhandlung verkündet, „Der Klage wird stattgegeben.“, entspricht einem dramaturgischen Bedürfnis, das Geschehen für den Zuschauer plakativ und zugleich leicht verständlich darzustellen. Im realen Gerichtsleben ist eine solche Verfahrensweise jedoch unüblich.
Wenn ein Gericht einer Klage entsprechen will, tenoriert es den Anspruch, wie im Klageantrag formuliert, aus. Bei Zahlungsklagen heißt es üblicherweise „Der Kläger hat an den Beklagten ... zu zahlen.“ Wird nur einem Teil der Klage entsprochen, folgt der Zusatz „Im Übrigen wird die Klage abgewiesen.“ Diese Vorgehensweise ist zwingend geboten, weil im Vollstreckungsfalle der Gerichtsvollzieher oder Vollstreckungsbeamte wissen muss, durch welche Vollstreckungsmaßnahme der Gläubiger befriedigt wird. 
Grundlage der Vollstreckungshandlung ist im Zivilrecht die vollstreckbare Ausfertigung der Gerichtsentscheidung (§ 724 Abs. 1 ZPO). Ihr allein muss der Gerichtsvollzieher entnehmen können, was von ihm im Einzelfall zu veranlassen ist. Daran wäre er bei einem bloßen Urteilsausspruch „Der Klage wird stattgegeben.“ gehindert, weil er dann erst die gesamte Gerichtsakte mit dem Klageantrag und etwaigen späteren Klageänderungen durchsehen müsste und – selbst wenn er es täte – bei unklar formulierten Klageanträgen eine Rückfrage beim Gericht nötig wäre. Zur Klärung des Anspruchsumfangs ist das Zwangsvollstreckungsverfahren jedoch nicht bestimmt. 
Auch im verwaltungsbehördlichen und verwaltungsgerichtlichen Verfahren ist in einem Bescheid oder Urteil der zuerkannte Anspruch stets auszuformulieren (z. B. „Ihnen wird monatlich ab … … EUR Kindergeld gewährt.“ oder „Der Bescheid des … vom … wird aufgehoben.“).
Im Falle der Abweisung einer Klage oder eines Antrags genügt dagegen die Tenorierung „Die Klage wird abgewiesen.“, „Der Antrag wird abgelehnt/zurückgewiesen.“ und dergl., weil eine Vollstreckung hieraus schon begrifflich nicht in Betracht kommt. Tenor 2 der Entscheidung lautet dann wieder ausformuliert „Die Kosten des Verfahrens hat der Kläger zu tragen.“, weil die Kostenentscheidung durchaus Gegenstand einer Zwangsvollstreckung sein kann.